# Tadeusz Dzik
Tadeusz Dzik (ur. 1915 w Krakowie, zm. 2009 w Rumi) – polski adwokat, „Sprawiedliwy wśród Narodów Świata”.

## Życiorys
Tadeusz Dzik wychowywał się w Krakowie. Przyjaźnił się z żydowskim rodzeństwem Wahlów: Julianem, Polą (po mężu Szechner) oraz Maksymilianem. Z tym ostatnim uczęszczał do klasy w gimnazjum im. Jana Kochanowskiego w Krakowie. Obaj studiowali także na Uniwersytecie Jagiellońskim: Tadeusz prawo a Maksymilian chemię.
Podczas II wojny światowej Tadeusz Dzik pracował w Elektrowni Miejskiej, zajmując się spisywaniem liczników pomiarowych w domach. Po utworzeniu getta krakowskiego w marcu 1941 wystarał się o przydział do Podgórza, gdzie ulokowano dzielnicę  żydowską. Wykorzystywał przepustkę firmową do wchodzenia na teren getta, by pomagać Wahlom – Leonowi z żoną i czwórce ich dzieci (poza wymienionymi Fryderyk). Podczas deportacji do obozu zagłady w Bełżcu wyprowadził ich z getta, a potem pomógł powrócić. Pomógł zorganizować dla Wahlów fałszywe  kenkarty oraz wywieźć Polę z Krakowa – najpierw mieszkała w Woli Dębowieckiej, a następnie w Wieliczce. Dzika aresztowało gestapo z racji podejrzeń o pomoc Żydom. Został przesłuchany i pobity i, z braku dowodów, wypuszczony. Mimo to dalej udzielał pomocy. Przy wsparciu swojej siostry Janiny Trent zorganizował dla Poli miejsce w Skawinie, gdzie zamieszkała u Marii Kiebuzińskiej, teściowej burmistrza Skawiny i pracowała w miejscowym szpitalu pod nazwiskiem Stebnicka. Pola Wahl przeżyła wojnę; utrzymywała kontakt z Tadeuszem Dzikiem aż do śmierci w 1982. Wojnę przeżył także Julian. Maksymilian zginął w KL Mauthausen, zaś Leon w KL Auschwitz-Birkenau, jego żona zmarła w getcie na tyfus. Fryderyk został zastrzelony po tzw. aryjskiej stronie.
Tadeusz Dzik organizował fałszywe dokumenty także dla innych mieszkańców getta krakowskiego m.in.: Samuela Scheindlingera, Runi Graj i jej brata, Izydora i Heleny Morgensternów oraz Sary Stern i jej męża. Pomagał także Frani Bilfeld (po mężu Reisman), którą poznał w getcie. Po likwidacji getta Frania znalazła się w obozie przy krakowskiej fabryce „Kabel”. Dzik przekazywał jej żywność. Frania przeżyła wojnę i wyjechała do Francji, następnie do Izraela.
Tadeusz Dzik po wojnie zamieszkał w Gdyni, gdzie pracował jako adwokat. Do ostatnich lat życia był czynny zawodowo. Do końca czuł się związany z Krakowem, dokąd regularnie wracał.
W 1985 Tadeusz Dzik został odznaczony medalem Sprawiedliwych wśród Narodów Świata.